# NGC 1409
NGC 1409 é uma galáxia lenticular (SB0) localizada na direcção da constelação de Taurus. Possui uma declinação de -01° 18' 07" e uma ascensão recta de 3 horas, 41 minutos e 10,4 segundos.
A galáxia NGC 1409 foi descoberta em 6 de Janeiro de 1785 por William Herschel.